# Megan Twohey
Megan Twohey est une journaliste américaine du New York Times. Elle rédige des rapports d'enquête pour Reuters, le Chicago Tribune et le Milwaukee Journal Sentinel. Ses rapports d'enquête ont conduit à des condamnations pénales et ont contribué à l'adoption de nouvelles lois visant à protéger les personnes vulnérables et les enfants.
En 2017, Megan Twohey et sa collègue du New York Times, Jodi Kantor, publient un rapport sur Harvey Weinstein détaillant des décennies d'allégations d'abus sexuels. Plus de 80 femmes accusent publiquement Weinstein d'abus ou d'agression sexuelle. Cela conduit au licenciement de ce dernier et contribue à déclencher le mouvement viral #MeToo. Ce travail est honoré en 2018, lorsque le New York Times reçoit le prix Pulitzer du service public. Kantor et Twohey remportent le prix George-Polk et sont nommées dans la liste des 100 personnes les plus influentes de l'année du magazine Time. En 2019, Twohey et Kantor publient un livre : She said : les dessous de l'enquête qui a révélé l'affaire Weinstein et fait exploser le mouvement #MeToo. Ce livre se classe parmi les meilleurs livres de 2019 par la New York Public Library, NPR, The Washington Post, The New York Times et Time. L'ouvrage est adapté au cinéma dans le film She Said (2022) de Maria Schrader.

## Biographie
Megan Twohey est originaire d'Evanston dans l'Illinois. Elle a étudié au lycée local puis à l'université de Georgetown. Les parents de Megan Twohey sont tous deux impliqués dans les médias : sa mère Mary Jane Twohey produit des nouvelles pour la télévision et son père John Twohey est l'ancien rédacteur en chef du Chicago Tribune. Megan Twohey rejoint initialement le New York Times en 2016 pour enquêter sur Donald Trump, son passé fiscal, ses éventuels liens commerciaux avec la Russie et son rapport aux femmes. Megan Twohey est actuellement une contributrice régulière du New York Times.

## Rapports d'enquête

### Des kits de viol non testés
La notion de « kits de viols » (rape kits) est utilisée aux États-Unis pour désigner un ensemble d'outils utilisés par le personnel médical pour garder des preuves à la suite d'une présomption de viol.
En 2009, Megan Twohey rapporte dans le Chicago Tribune que plusieurs services de police de banlieue autour de Chicago ne faisaient pas tester tous les kits de viol en leur possession. L'année suivant cet article, l'Illinois devient le premier État américain à exiger que chaque kit de viol soit testé, et, par la suite, de nombreux autres États américains ont également imposé cette mesure,.

### Des médecins condamnés, toujours en exercice
De 2010 à 2011, Megan Twohey publie une série d'articles dans le Chicago Tribune détaillant des cas de médecins reconnus coupables de crimes violents ou de crimes sexuels et pratiquant encore. Ses rapports permettent la création de nouvelles lois et politiques dans l'Illinois visant à protéger les patients, par exemple en exigeant des vérifications des antécédents des prestataires de soins de santé.

### Des enfants adoptés puis abandonnés
En 2013, Megan Twohey écrit un rapport d'enquête pour Reuters News expliquant comment certaines personnes utilisent Internet pour trouver des endroits où abandonner leurs enfants adoptés,. Elle reçoit le Sydney Award et le Michael Kelly Award pour son travail révélant ces réseaux mafieux. Megan Twohey est également finaliste du prix Pulitzer pour ce travail.

### Sur la conduite sexuelle de Donald Trump
En 2016, Megan Twohey et son collègue Michael Barbaro publient plusieurs articles d'enquête dans le New York Times sur la conduite sexuelle du candidat à la présidence de l'époque, Donald Trump. Trump menace de poursuivre le New York Times s'il ne retirent pas les articles, ce que le journal refuse de faire.

### La révélation de l'affaire Weinstein

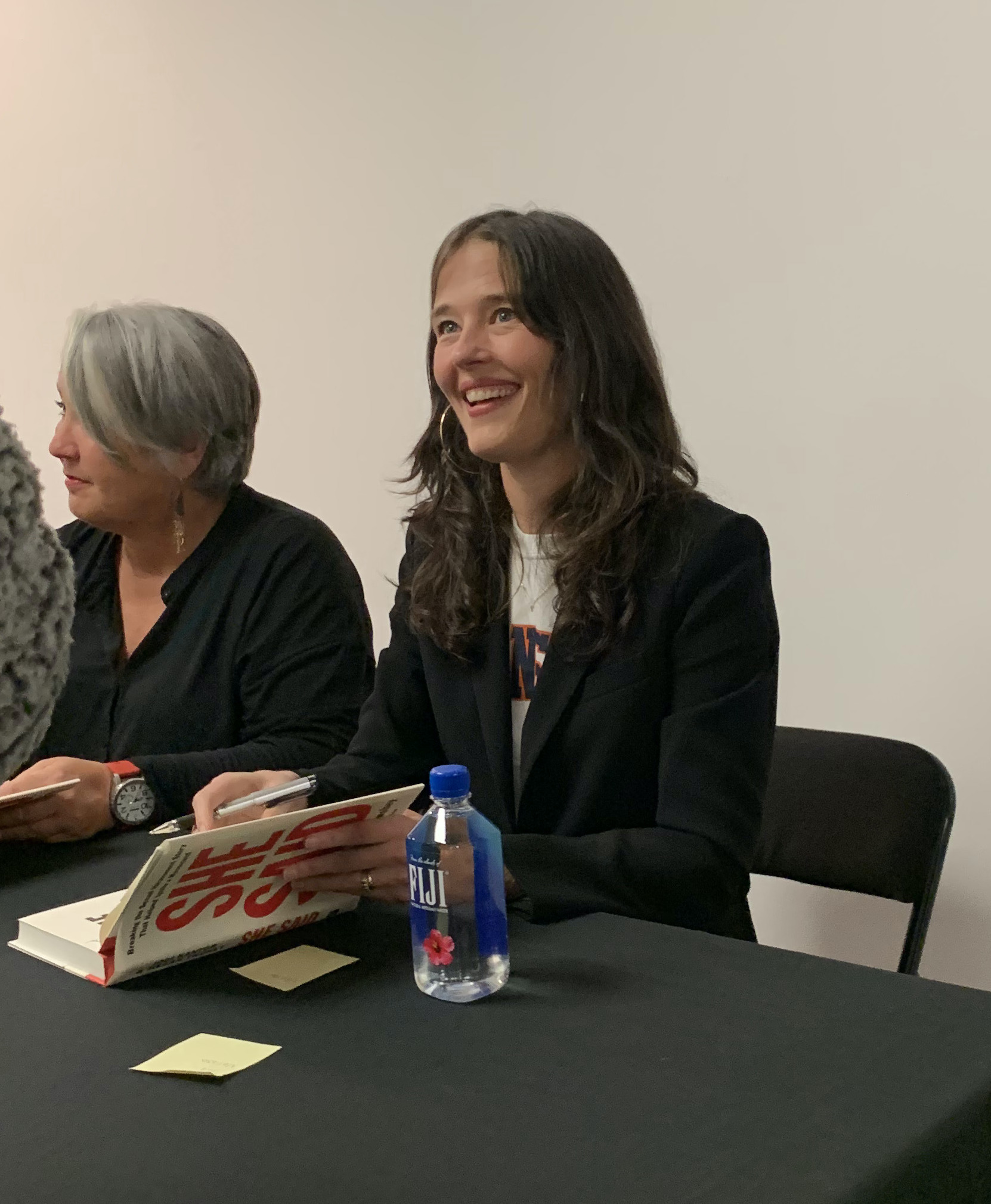
Megan Twohey dédicaçant son livre au lycée d'Evanston.

Le 5 octobre 2017, Megan Twohey et Jodi Kantor publient un article dans le New York Times sur les abus sexuels pratiqués par Harvey Weinstein.
Lorsqu'elle et Jodi Kantor se lancent dans cette enquête, elles sont soutenues par leur rédacteur en chef, Dean Baquet, et ce, malgré les pressions exercées par Harvey Weinstein. Megan Twohey et Jodi Kantor ont deux réunions en personne avec Harvey Weinstein avant de sortir leur article. Elles ont également plusieurs conversations avec les avocats et les publicistes de Weinstein.
En raison de l'ampleur du scandale, Megan Twohey et Jodi Kantor écrivent un livre, racontant les dessous de leur enquête. Paru en septembre 2020 en France, sous le titre She said : L’enquête qui a révélé l’affaire Weinstein et fait exploser le mouvement #MeToo, le livre est sorti au printemps 2019 aux États-Unis.
Megan Twohey et Jodi Kantor reçoivent un Sydney Award pour leur récit ainsi que le Inaugural Impact Award du Club Presse de Los Angeles et la Médaille McGill pour le courage journalistique du Grady College of Journalism. Le New York Times remporte également le prix Pulitzer en 2018 pour les reportages de Megan Twohey et Jodi Kantor sur l'affaire Weinstein.